# ثلاثي كلوريد النتروجين
ثلاثي كلوريد النتروجين (كما يعرف باسم ثلاثي كلورامين) هو مركب كيميائي من عنصري الكلور والنتروجين، له الصيغة NCl3، ويكون على شكل سائل أصفر اللون زيتي القوام، له رائحة تشبه رائحة غاز الكلور.

## الوفرة والتحضير
يعد ثلاثي كلوريد النتروجين المسؤول عن الرائحة المميزة للمسابح عند تعقيمها بغاز الكلور، حيث يتشكل NCl3 كناتج ثانوي من تفاعل غاز الكلور مع اليوريا ومشتقات الأمونياك التي تطرح من الجسم أثناء السباحة نتيجة التعرق.
يحضّر ثلاثي كلوريد النتروجين مخبرياً من تفاعل كلورة محلول غير مشبع من كلوريد الأمونيوم، وينتج من هذه العملية أحادي وثنائي كلورامين.
{\displaystyle \mathrm {4\ NH_{3}+3\ Cl_{2}\longrightarrow NCl_{3}+3\ NH_{4}Cl} }
كما يمكن الحصول على المركب من تفاعل غاز الكلور مع كربونات الأمونيوم في وسط من رباعي كلوريد الكربون:
{\displaystyle \mathrm {2\ (NH_{4})_{2}CO_{3}+3\ Cl_{2}\longrightarrow NCl_{3}+3\ NH_{4}Cl+2\ CO_{2}+2\ H_{2}O} }

## الخصائص
- يتفكك ثلاثي كلوريد النتروجين تحت تأثير الأشعة فوق البنفسجية عند طول موجة 340 نانومتر، والتي تحفز التفاعل مع أيونات الهيدروكسيد:[5]

{\displaystyle \mathrm {2\ NCl_{3}+6\ OH^{-}\ \rightleftharpoons \ N_{2}+3\ OCl^{-}+3\ Cl^{-}+3\ H_{2}O} }
- لمركب ثلاثي كلوريد النتروجين بنية جزيئية هرمية، تكون الزاوية Cl-N-Cl فيها 107.78°، في حين أن طول الرابطة N–Cl يكون مقداره 175.3 بيكومتر.
- يتفاعل ثلاثي كلوريد النتروجين مع الماء بشكل بطيء ليشكل الأمونياك وحمض تحت الكلوروز (HClO)، إذ أن النتروجين أكثر كهرسلبية من الكلور.[6]

{\displaystyle \mathrm {NCl_{3}+3\ H_{2}O\rightarrow NH_{3}+3\ HClO} }

## الاستخدامات
في السابق، كان ثلاثي كلوريد النتروجين يستخدم من أجل تبييض الطحين، ولكن هذا الاستخدام توقف منذ زمن بسبب تشكل مواد سامة مثل ميثيونين سلفوكساميد.